# Шуджа-Шах Дуррані
Шуджа-Шах Дуррані (4 листопада 1785 — 5 квітня 1842) — правитель Дурранійської імперії з 1803 до 1809 року. Також правив з 1839 до своєї смерті у 1842 році.

## Родина
Шуджа-Шах був сином Тимура-Шаха Дуррані другого правителя Дурранійської імперії. Він усунув від влади свого брата Махмуда-Шаха.

## Дружини
1. Дочка Фат-хана Токі
2. Вафа Бегум
3. Дочка Саїда Аміра Гейдар-хана, еміра Бухари
4. Дочка Хан Багадур-хана Малікдіна Хула
5. Дочка Сардара-хаджі Раматулли-хана Сардозая, візира
6. Сарвар Бегум
7. Бібі Маштан, індійка

## Кар'єра

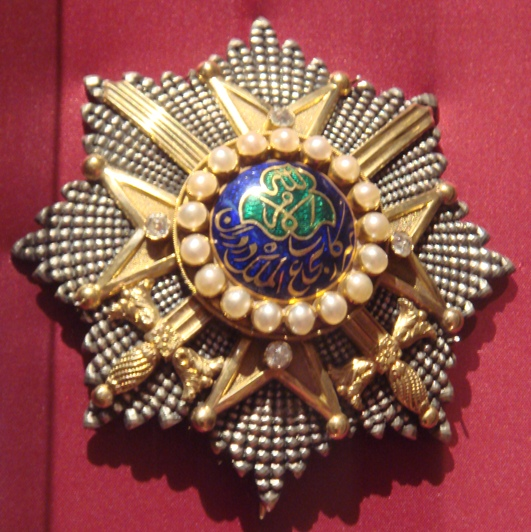
Орден Дурранійської імперії, започаткований Шуджа-Шахом у 1839. Ним нагороджено багатьох офіцерів Бенгальської армії

Був губернатором Герата і Пешавара в 1798-1801. Він проголосив себе шахом Афганістану в жовтні 1801 (після усунення від влади його брата Земан-шаха), проте на трон він зійшов лише 13 липня 1830.
У 1809 уклав союз із Великою Британією як засіб захисту від вторгнення наполеонівських сил та Російської імперії.
3 травня 1809 його усунув від влади його ж попередник Махмуд-Шах, і він був змушений вирушити у вигнання до Індії, де його захопив у полон Яханда-хан Бамізай та ув'язнив у Аттоку (1811–1812), а потім у Кашмірі (1812–1813). Коли візир Махмуда-Шаха Фатіх Хан вторгся до Кашміру, він вирішив піти разом з армією сикхів. З 1813 до 1814 він перебував у Лахорі. В обмін за свою свободу він передав магараджі Раньїту Сінгху діамант Кохінур. Після цього він залишався спочатку у Пенджабі, а потім у Лудхіяні разом із Земан-шахом.
У 1833 уклав угоду з Раньїтом Сінгхом: йому було дозволено пройти зі своїм військом через Пенджаб, натомість він поступався сикхам Пешаваром, якщо ті зуміють його захопити. Таким чином, наступного року Шуджа-Шах вирушив на Кандагар, а сикхи напали на Пешавар. У липні, не діставшись стін Кандагара, Шуджа-Шах натрапив на війська Дост Мухаммеда і зазнав поразки.
У 1838 отримав підтримку британських сил, а також армії сикхів магараджі у справі усунення уряду Дост Мохаммеда-хана. Це стало причиною першої англо-афганської війни (1838–1842). Шуджа повернув собі трон 7 серпня 1839, майже за 30 років після його скидання з престолу, але він не зміг утримати владу надовго.
Убитий Шуджею ад-Даулою 5 квітня 1842.